# 利物浦热带医学院
利物浦热带医学院（英语：Liverpool School of Tropical Medicine，缩写：LSTM）是一所位于英国利物浦的学院。此学院具有学位授予权和并且是一所已注册为慈善机构的高等教育机构。此学院成立于1898年，是世界上第一所致力于热带医学研究和教学的机构。此学院拥有超过2.2亿英镑的研究投资组合，得到比尔及梅琳达·盖茨基金会、惠康基金会和国际发展部（DFID）等组织的资助。

## 历史

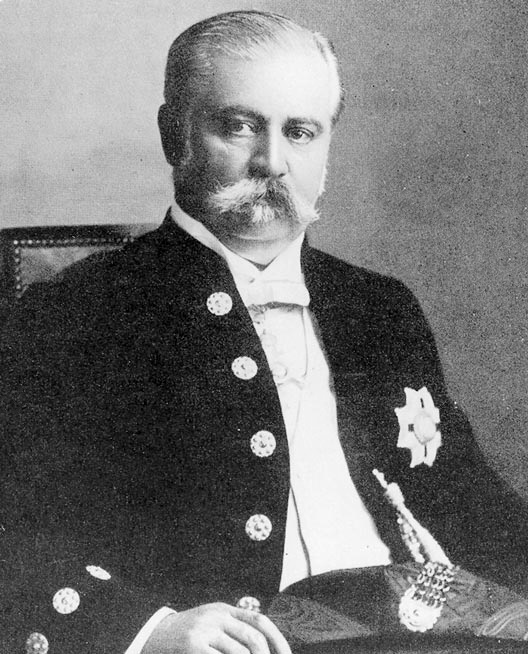
阿尔弗雷德·刘易斯·琼斯爵士于1898年提供资金建立了利物浦热带医学院

LSTM于1898年11月12日由当地著名船主阿尔弗雷德·刘易斯·琼斯爵士（Sir Alfred Lewis Jones）创立。当时，利物浦是重要的港口城市，与西非和南部非洲等海外地区有着广泛的贸易往来。但是，该地区因患有热带疾病而入院的患者人数猛增。在意识到解决这个问题的必要性后，琼斯与许多商界人士和健康先驱一起，承诺在三年内每年捐赠350英镑，以促进该市的热带病研究。这一资助提议是在利物浦皇家南方医院学生的年度晚宴上宣布的，并受到医院院长的热烈欢迎。院长后来建议他的医院应该作为研究的临床重点，因为它靠近码头。
这一最初的努力后来促使琼斯参与帮助建立热带医学院。在得知RSH非常赞赏将医院的热带病例集中到一个中心而不是让它们分散在普通病房的消息后，有人建议将这种安排永久化。有鉴于此，医院委员会的专业成员被要求开会并规划新学校。他们这样做了，并在适当的时候委员会将其意图传达给了殖民地部（当时负责此类事务的部门）。

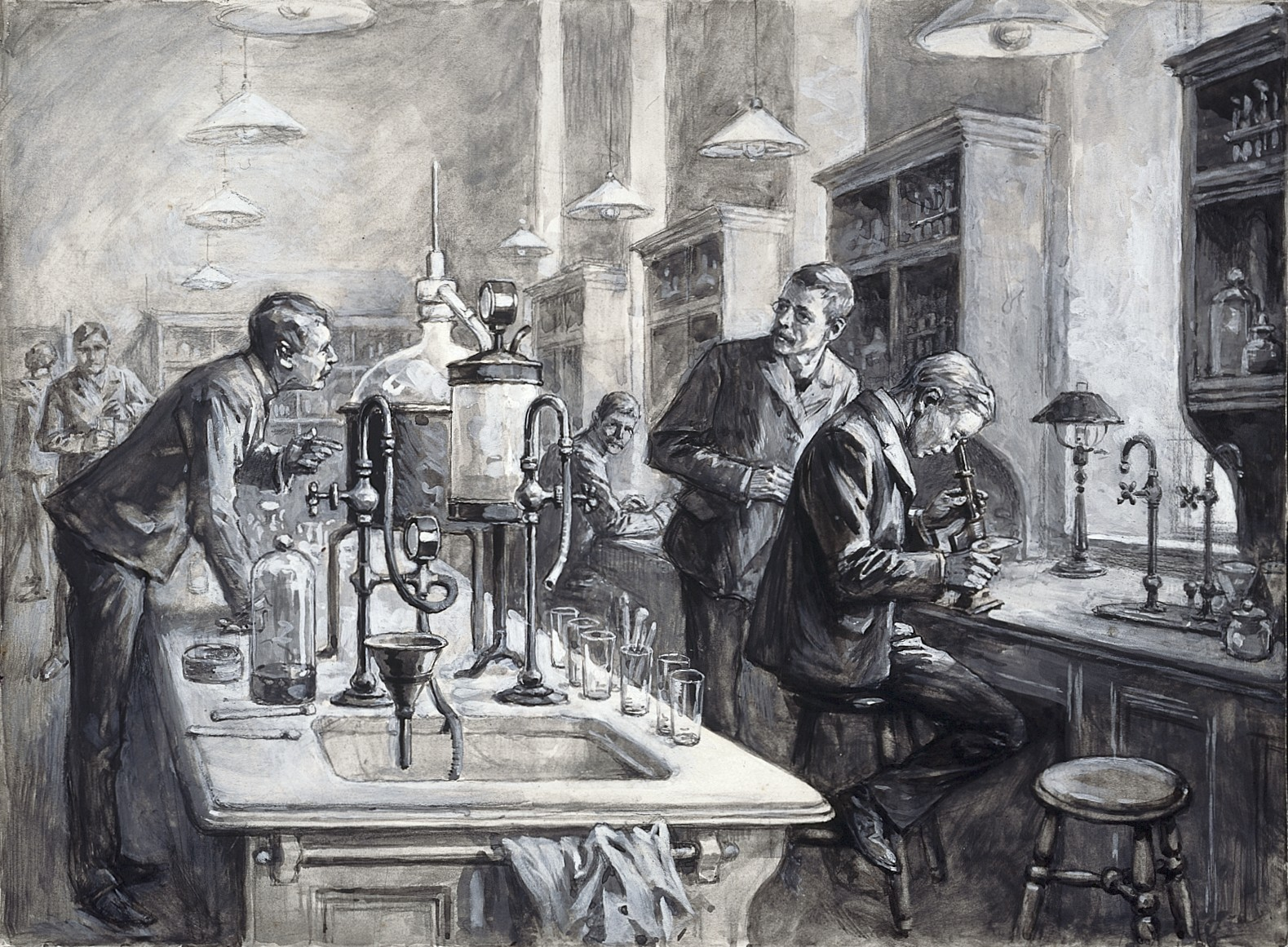
1899年，罗纳德·罗斯爵士、查尔斯·斯科特·谢灵顿爵士和鲁伯特·威廉·博伊斯在LTSM的实验室里一起工作

在信件答复中，殖民地部承认利物浦大学学院热带病学院的成立，并评价其为热带医学教学提供了极好的教学设备，但非常明确地表示不会提供经济援助，因为在当时的殖民地部长约瑟夫·张伯伦（Joseph Chamberlain）的支持下，在伦敦成立了一个类似的卫生与热带医学中心。然而，殖民地部确实承认，今后所有参加过利物浦培训课程的候选人在申请时都将得到优先考虑。
显然，利物浦学院仍然不适合加入殖民地服务的医生，因为信中继续说道：“我建议允许已经在殖民地服务的官员在利物浦而不是在伦敦的学校接受教育，但新任命的官员将始终被送到后一所学校”。利物浦没有接受这种妥协，并继续施压要求得到充分承认。最终，在1900年7月12 日，殖民部终于默许了，学校在新任命的官员方面与伦敦的条件相同。负责英国保护国事务的外交部也给予了类似的承认。因此，尽管利物浦学院比伦敦学院早六个月活跃起来，但又花了一年时间才说服殖民部正式承认它。

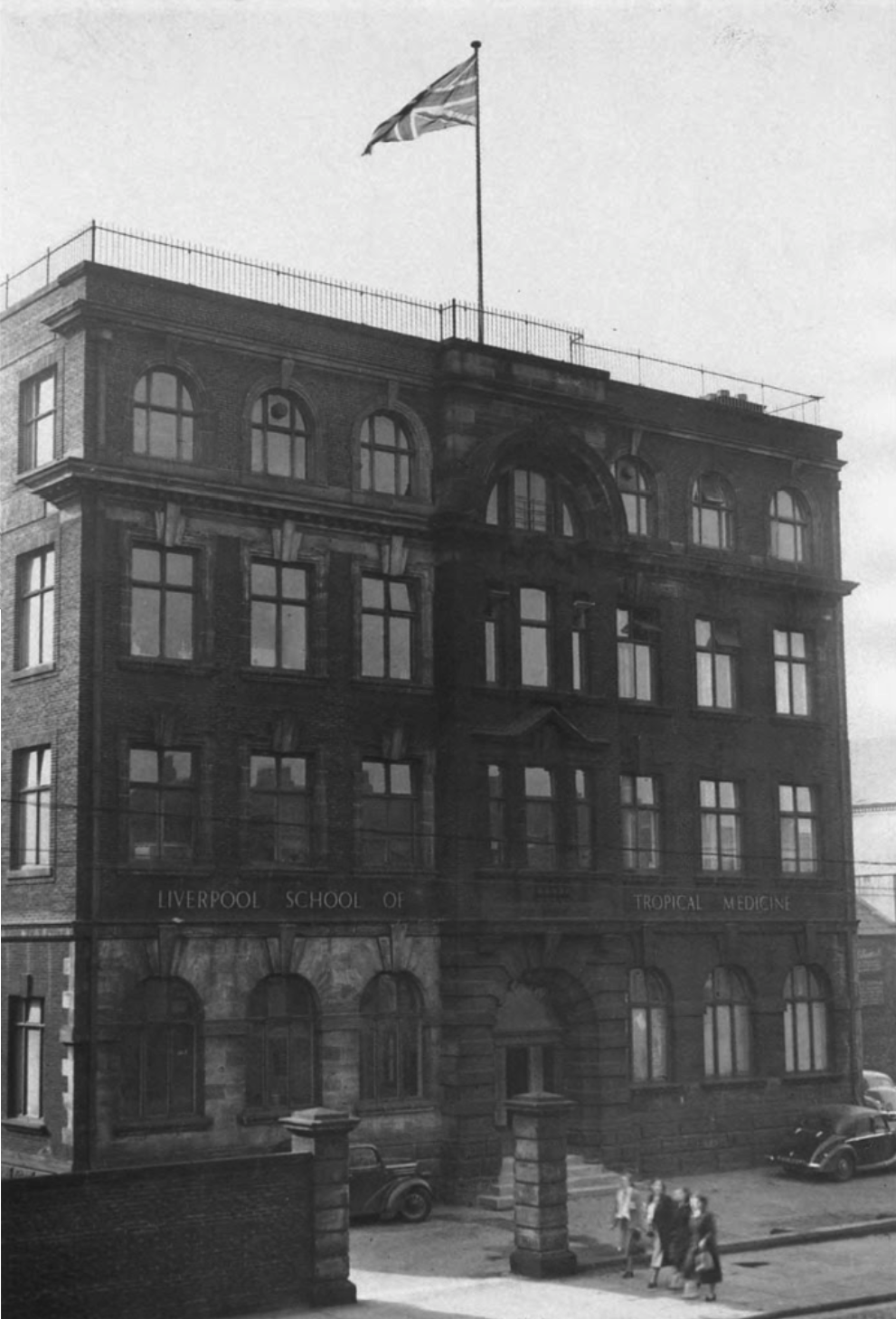
1951年的LTSM主楼。请注意在不同时间建造的两半建筑物之间的变色差异

不久之后，这所学校在很大程度上得到了玛丽·金斯利（Mary Kingsley，《西非游记》的作者和非洲文化专家）等人的私人捐赠的帮助，开始蓬勃发展。学院很快聘请了著名的医师鲁伯特·威廉·博伊斯（Rubert William Boyce）作为首任院长。博伊斯随后着手任命教职员工，并聘请罗纳德·罗斯爵士（Ronald Ross）担任学校第一位热带医学讲师。该部门一直设在汤普森耶茨实验室，直到1903年约翰斯顿实验室成立。1902年，罗斯因其在疟疾传播方面的工作而成为第一个诺贝尔生理学或医学奖的英国获奖者。同年，一个独立的热带兽医学系成立，在朗科恩的克罗夫顿山庄设有专门的实验室，以便对大型动物进行研究。当时其他著名的工作人员包括发现了导致昏睡病的锥虫之一的约瑟夫·埃弗里特·达顿（Joseph Everett Dutton）、开发了第一种有效的疾病治疗方法的哈罗德·沃尔弗斯坦·托马斯（Harold Wolferstan Thomas）以及他的合作者安东·布瑞尔（ Anton Breinl，后来成为澳大利亚的“热带医学之父”）。
琼斯于1909年去世时，给学校留下了一大笔遗产。由于这笔捐款和收到的其他捐款，学校得以在彭布罗克广场建立自己的实验室和教学场所，与利物浦大学分开（以前依赖利物浦大学的设施）。该实验室于1914年完工，但由于战争的到来，LTSM对该建筑的使用被推迟，它被用作热带病医院，为皇家陆军医疗队的军官提供课程。伯特·蒙哥马利·戈登（Rupert Montgomery Gordon）教授于1919年加入学校，到了1920年教学已经恢复，学校最终也搬进了自己的大楼。

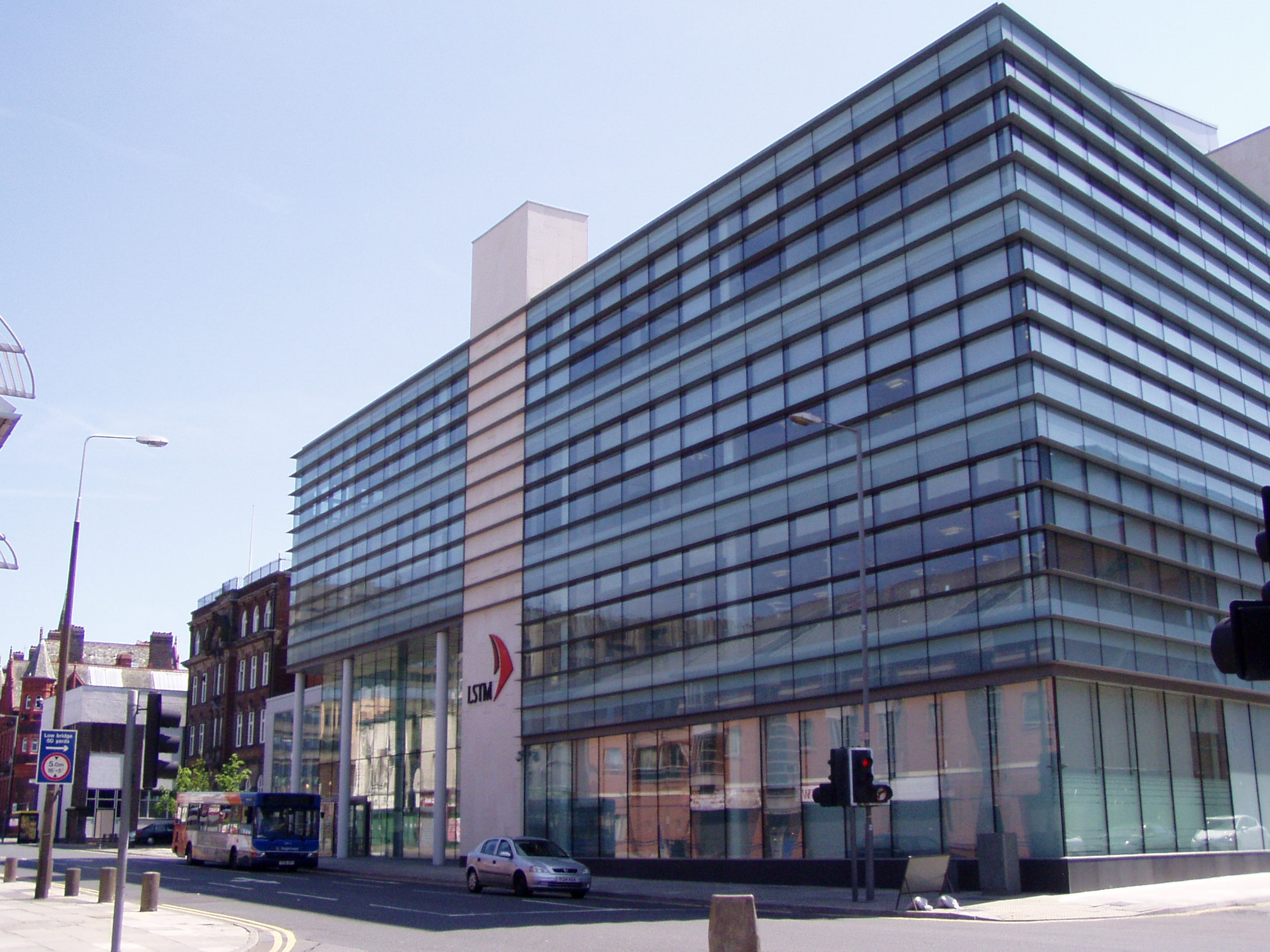
原先但已翻新的建筑

1921年，学校在塞拉利昂弗里敦开设了第一个海外研究实验室。这个实验室一直运作到二战初期，并在西非做出了许多重要发现，包括证明一种黑蝇负责将丝虫传播给人类，导致蟠尾丝虫症。正是这样的工作对利物浦学院了解热带病至关重要，随后学院在接下来的几年里完成了32次前往非洲和中美洲和南美洲的探险。
1946年，LSTM任期最长的院长布莱恩·吉尔摩·梅格瑞斯（Brian Gilmore Maegraith）的任命标志着学校规模和课程的扩大。梅瑞斯著名地宣称：“我们对热带的影响应该在热带！”，这让学院与全球其他研究机构建立联系，并将研究创新带给最需要的人。一个正在进行的例子是马拉维利物浦惠康信托基金临床研究计划，该计划对马拉维当地的重要疾病进行研究。

从2000年至2019年，LSTM由珍妮特·海明威（Janet Hemingway）领导，她发起了大规模的金融投资和扩张。学院于2013年获得高等教育机构地位，并于2017年获得枢密院授予自己的学位授予权。

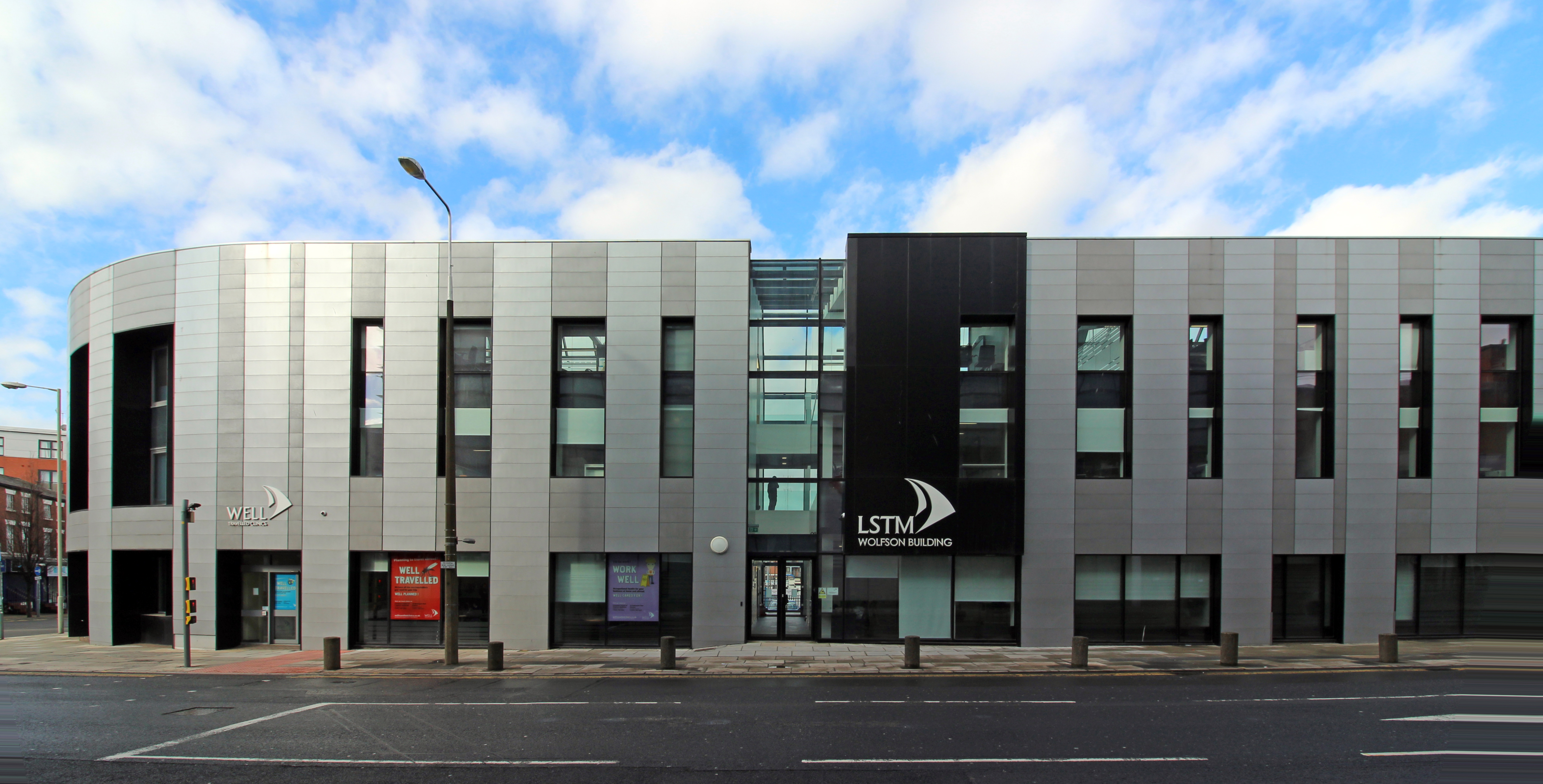
Wolfson大厦，2014年启用

## 地点
此学院位于利物浦的建筑群内，靠近皇家利物浦大学医院。 

## 组织和管理

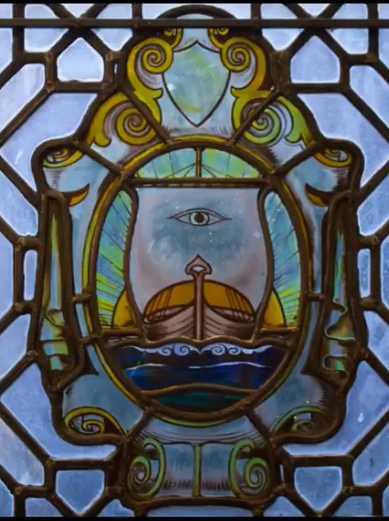
主楼彩色玻璃窗上描绘的学校传统徽章

LSTM的传统校徽描绘了一艘航行中的维京长船，由著名的格拉斯哥设计师赫伯特·麦克奈尔（Herbert MacNair）设计。校徽里的所有元素都具有独特的意义。
校徽中描绘的维京长船是对利物浦的海洋遗产和学院位于英格兰北部的位置的参考，该地区与斯堪的纳维亚半岛有着重要的历史联系，在整个十世纪都受到维京人入侵和丹麦法的影响。这艘船在航行中的描绘指的是“前往未知目的地的旅程”，反映了学院研究和治疗热带病的使命。同样，升起的太阳直接放在船后方，预示着旅程的开始，也是对其吉祥动机的敬意。最后，船帆上描绘的眼睛向与治疗有关的古代神灵致敬，尤其是在希腊神话中。
学院目前的校徽源自其传统校徽，描绘了一个程式化的红栗色风帆。
学院的董事由其管理委员会每三至五年选举一次，对任何个人董事的连任次数没有限制。虽然博伊斯于1898年成为学院成立时的第一任院长，但在将近九十年的时间里再也没有出现过另一位“院长”。这是因为博伊斯担任的主任职位与1902年新设立的热带医学主席有关。从那时起，主任的头衔被“院长”的头衔所取代，直到1991年大卫·莫利纽克斯（David Molyneux）当选后才重新使用。

## 学术概况
LSTM在传染病和公共卫生研究方面拥有广泛的基础和转化研究以及政策活动组合。为实现这一目标，学院分为四个系：
- 国际公共卫生
- 热带病生物学
- 临床科学
- 媒介生物学

### 国际公共卫生系
国际公共卫生系专注于利用研究来指导政策、加强卫生系统和改善医疗保健。这是通过监测和评估、性别平等、能力加强和研究人力资源在政策制定中的作用方面的工作来实现的。该学科还领导研究开发和扩大规模、复杂的干预措施以防止艾滋病毒的传播，并设有迅速扩大的孕产妇和新生儿健康中心。

### 热带病生物学系
热带疾病生物学系主要对疟疾、淋巴丝虫病、蟠尾丝虫病、土壤传播的蠕虫病、血吸虫病、锥虫病和利什曼病等热带寄生虫进行国际评级的基础研究，以及对蛇咬伤和被忽视的热带疾病的研究。该部门位于LSTM的热带和传染病中心，是药物和诊断发现以及疾病发病机制的全球领导者。

### 临床科学系
临床科学系专注于改善热带地区重要疾病的管理。研究人员的工作涉及广泛的临床科学领域，包括：实验医学、证据综合、临床试验、实施和评估以及教学和临床实践。具体的兴趣领域包括临床传染病流行病学、制定呼吸道感染的预防和治疗策略以及改善儿童和青少年的健康。
该部门还主办了考科蓝传染病小组，该小组通过与世界卫生组织和其他机构密切合作来帮助制定全球政策，以准备热带传染病的系统评价。

### 媒介生物学系
媒介生物学系的研究范围从疾病载体的功能基因组学到临床试验、实施研究以及疾病传播监测和评估工具的开发。该部门的研究重点是改善发展中国家对疾病载体传播疾病的控制，重点是被忽视的热带病和疟疾。了解蚊子的行为、进化基因组学以及对杀虫剂的耐药性程度、原因和对疟疾控制的影响是该部门的主要研究力量。
该部门长期以来一直是非洲动物锥虫病、这一非洲主要牲畜疾病的世界主要研究场所之一。

### 跨领域主题
叠加在这个结构上的是五个交叉主题，它们借鉴了所有四个系的专业知识。那五个主题是：能力发展、应用健康的研究与交付中心、循证医学、被忽视的热带病以及东地中海健康中心。

### 教学
LSTM提供一系列研究生教育课程，为来自世界各地的600多名学生提供教学。从人道主义援助和国际公共卫生的授课式硕士学位、热带和传染病的文凭和短期课程，到通往哲学硕士、公共卫生博士和哲学博士的研究学位，不一而足。

### 奖项
Mary Kingsley奖章由LSTM联合创始人约翰·霍尔特（John Holt）于1903年设立，旨在表彰在热带医学领域做出的杰出贡献的人。它的名字是为了纪念19世纪末著名的旅行家和作家玛丽·金斯利，她对当时人们对非洲的看法产生了巨大影响，并在38岁时因疑似伤寒在南非去世。第100个奖项于2015年颁发。
该奖项的获得者包括万巴德（Patrick Manson）、戴维·布鲁斯（David Bruce）、沃尔德玛·哈夫金（Waldemar Haffkine）、伯纳德·诺赫特（Bernard Nocht）、汉斯·沃格尔（Hans Vogel）和弗雷德里克·文森特·西奥博尔德（Frederick Vincent Theobald）。

## 著名人物

### 董事和院长
- 鲁伯特·威廉·博伊斯爵士（1898 - 1902）
- 罗纳德·罗斯爵士（1902 - 1913）
- 约翰·W·沃森·斯蒂芬斯中校（1913 - 1929）
- 沃灵顿·约克教授（1929 - 1943）
- 空缺（1943 - 1946）
- 布赖恩·吉尔摩·梅格瑞斯教授（1946 - 1975）
- 华莱士·皮特斯教授（1975 - 1978）
- 赫伯特·M·吉勒斯教授（1978 - 1983）
- 威廉·麦克唐纳教授（1983 - 1988）
- 拉尔夫·亨德里克斯教授（1988 - 1991）
- 大卫·莫利纽克斯教授（1991 - 2000）
- 珍妮特·海明威教授（2000 - 2019）
- 大卫·拉鲁教授（2019 - 现在）

### 学者
- 安东·布瑞尔，他发现对氨基苯胂酸可治愈锥虫病，并在澳大利亚昆士兰州汤斯维尔建立了第一个澳大利亚热带卫生和医学研究所。
- 珍妮特·海明威（大英帝国勋章，皇家学会院士，英国医学科学院，伦敦皇家内科医师学会），是一位英国寄生虫学家，也是现任LSTM昆虫分子生物学教授。
- 沃灵顿·约克（皇家学会），是一位英国寄生虫学家，也是利物浦大学热带医学教授。他生于1883年4月11日，卒于1943年4月24日，享年71岁。

### 校友
以下是LSTM的一些著名校友：
- 弗朗西斯·爱德华·坎普斯（伦敦皇家内科医师学会，皇家病理学院），是一位英国病理学家。他生于1905年6月28日，卒于1972年7月8日。
- 伊恩·克拉克（医师）（内外全科医学士，热带医学和卫生文凭，理学硕士），他在北爱尔兰出生和长大，拥有英国和乌干达公民身份。他于1987年移居乌干达，白手起家建立了两家医院。他是一名医生、传教士、慈善家、企业家和政治家，目前担任乌干达首都坎帕拉自治市镇Makindye Division的市长。
- 凯文·德科克（医学士，伦敦皇家内科医师学会，热带医学和卫生文凭），是一位美国医生，也是美国疾病控制与预防中心（CDC）驻肯尼亚国家代表团主任。
- 马修·卢奎亚（内外全科医学士，理学硕士，公共卫生硕士），是乌干达内科医生和儿科医生，他曾经担任过圣玛丽拉科医院的医疗主任。他于2000年12月5日死于埃博拉出血热，享年43岁。
- 米尔顿·马尔盖爵士，是塞拉利昂的第一任总理。
- 利蒂夏·欧本，于1960年代初在学校攻读博士学位，并成为加纳第一位获得博士学位的女性。她的研究重点是淡水湖泊中病媒的生长，尤其是导致河盲症的黑蝇。她经常被称为“所有加纳女科学家的祖母”。
- 约翰·亚历山大·辛顿准将（维多利亚十字勋章，大英帝国勋章，皇家学会，副中尉），是一位英国军官、医生和疟疾学家。他生于1884年12月2日，卒于1956年3月25日。
- 弗雷德·瓦布维尔·曼根教授（内外全科医学士，热带医学和卫生文凭，公共卫生硕士，哲学博士），是一位乌干达医生、公共卫生专家和医学研究员。他也是马凯雷雷大学公共卫生学院流行病学教授兼流行病学和生物统计学系主任。